# Mészáros István (színművész)
Mészáros István (Karcag, 1966. szeptember 17. –) Jászai Mari-díjas magyar színész, író.

## Életpályája
1966-ban született Karcagon. A középiskolát a szentesi Horváth Mihály Gimnázium drámatagozaton végezte. 1985-ben Szolnokon kezdte a pályáját. 1989-ben vendégként játszott a budapesti Radnóti Színpadon. 1990–1991 között Párizsban (Theatre Jel; Comedia Tempio Creation) élt és dolgozott. 1991–1993 között a szolnoki Szigligeti Színház, 1993–1995 között a Művész Színház, 1995–2002 között ismét a szolnoki Szigligeti Színház tagja volt. 2002-től a Nemzeti Színház tagja volt, majd visszatért a Szigligeti Színházba, melynek azóta is színésze. Négy félévet tanult a Pázmány Péter Katolikus Egyetem művészettörténet-esztétika szakán is, balesete miatt azonban nem tudta befejezni.
Színpadi szerzőként 2006-ban debütált, Szolnokon a Szarkaláb című mesejátékát mutatták be. Íróként 2011-ben jelent meg első kötete, amelyet művésznevén Steve Pulcher néven publikált.
2020-ban a Szigligeti Színház színészei hangjáték formájában adták elő Mészáros István "Sherlock Holmes és Európa árvája különös esete, ahogy John Watson lejegyezte" című darabját. . A mű elismeréskent 2021-ben az író a Magyar Sherlock Holmes Rajongói Club VIP tagja lett.

## Könyve
- St. Pulcher: Jaddersville (Novum Pro, 2011.)

## Bemutatott  színpadi művei
- Mészáros István: Szarkaláb – mesejáték, 2 felvonás (2006. szeptember 28. Szolnoki Szigligeti Színház)
- Mészáros István: Lift – komédia, 2 felvonás (2012. november 27. Szolnoki Szigligeti Színház)

## Fontosabb színházi szerepei
- William Shakespeare: Szentivánéji álom... Puck; Philostrat; Dudás, fúvó-foltozó; Thisbe; Sipák István; a közjátékban Tiszbe
- William Shakespeare: Vízkereszt vagy amit akartok... Malvolio; Keszeg András; Curio
- William Shakespeare: Ahogy tetszik... Amiens, nemes
- William Shakespeare: Szeget szeggel... Tuskó, együgyű rendőr
- William Shakespeare: A velenncei kalmár... Lanzelo Gobbo, bohóc, Shylock szolgája
- William Shakespeare: Romeo és Júlia... Péter
- William Shakespeare: A makrancos hölgy... Gremio, Bianca kérője
- William Shakespeare: Macbeth... Kapus
- William Shakespeare: Sok hűhó semmiért... Boracchio, Don Juan embere
- William Shakespeare: IV. Henrik... Második fuvaros; Penész; Második pincér; Második poroszló
- William Shakespeare: Vihar... Trinculo, bolondos alak
- Molière: Tartuffe... Damis
- Molière: Tudós nők... Vadius, tudós
- Carlo Goldoni: Két úr szolgája... Brighella; Lombardi
- Carlo Goldoni: Mirandolina... Forlipopoli őrgróf
- Carlo Goldoni: Chioggiai csetepaté... Fortunato, halászmester; Toffolo, halászlegény
- Friedrich Schiller: Stuart Mária... Aubespine gróf, francia követ
- Pierre-Augustin Caron de Beaumarchais – Cesare Sterbini: A sevillai borbély... Egy néző
- Emily Brontë – Schwajda György: Üvöltő szelek... Linton Heathcliff
- Lope de Vega: A kertész kutyája... Ricardo márki, Diana kérője
- Szophoklész: Oidipusz... Pásztor
- Arisztophanész: Lüszisztráté... Perverzeusz
- Victor Hugo: A királyasszony lovagja... Priego márki
- Fjodor Mihajlovics Dosztojevszkij – Anatolij Vasziljev: A nagybácsi álma... K. herceg inasa
- Mihail Jurjevics Lermontov: Álarcosbál... Adam Petrovics Sprich
- Nyikolaj Vasziljevics Gogol: A revizor... Pjotr Ivanovics Bobcsinszkij, helyi földbirtokos
- Anton Pavlovics Csehov: Cseresznyéskert... Trofimov, a rajongó egyetemista; Szimeonov Piscsik, a szomszéd birtokos
- Anton Pavlovics Csehov: Sirály... Samrajev, intéző, Polina férje
- Mihail Afanaszjevics Bulgakov: A Mester és Margarita... Rjuhin
- Georges Feydeau: Osztrigás Mici... Etienne, Petypon inasa
- Georges Feydeau: A női szabó... Etienne
- George Bernard Shaw: Szent Johanna... Hóhér
- Oscar Wilde: Bunbury... Dr. Chasuble, kanonok
- Henrik Ibsen: A vadkacsa... Jensen, pincér
- Samuel Beckett: Godot-ra várva... Vladimir
- Jaroslav Hašek: Švejk, a derék katona... Švejk
- Mark Twain: Koldus és királyfi... Edward, walesi herceg
- Alan Jay Lerner – Frederick Loewe: Lerner: My Fair Lady... Alfred P. Doolittle; Lord Boxington
- Joe Darion – Mitch Leigh – Dale Wasserman: La Mancha lovagja... Carlos
- Ken Kesey – Dale Wasserman: Kakukkfészek... Scalon
- Arthur Miller: A salemi boszorkányok... Giles Corey
- Arthur Miller: Az ügynök halála... Stanley
- Bertolt Brecht – Kurt Weill: Koldusopera... Filch
- Bertolt Brecht: A szecsuáni jólélek... Rendőr
- Bertolt Brecht: A házitanító... Von Berg, őrnagy
- Bertolt Brecht – Kurt Weill: Koldusopera... Horgasujjú Jakab
- Friedrich Dürrenmatt: A fizikusok... Oscar Rose, misszionárius
- Neil Simon: Furcsa pár... Felix Unger
- Federico Fellini: Országúton... Kocsmáros
- Peter Shaffer: Amadeus... Gottfried Van Swieten báró
- Marcel Proust – Harold Pinter – Gi Trevis: Az eltűnt idő nyomában... De Cambremer I.
- Martin McDonagh: A kripli... Bobbybaba
- Marin Držić: Dundo Maroje... Pijero, dubrovniki ifjú
- Umberto Eco: A rózsa neve... Hildesheimi Malakiás, könyvtáros
- Alfonso Sastre: A szájkosár... Jandro
- Michel de Ghelderode: A titkok kapujában... Főangyal
- William Somerset Maugham – Nádas Gábor – Szenes Iván: Imádok férjhez menni... Taylor
- Pierre Barillet – Jean-Pierre Gredy: A kaktusz virága... Cochet úr
- Alexander Breffort – Margauerite Monnot: Irma, te édes... Ügyész
- Franz Arnold – Ernst Bach: Apa csak egy van... Gottfried Schreckenburg
- John Chapman – Anthony Marriott: Hunyd be a szemed és gondolj Angliára... Mr. Rubinstein
- Romain Weingarten: A nyár... Hagyma őfensége
- Renzo Tarabusi – Giulio Scarnicci: Kaviár és Lencse... Nagypapó
- Richard Harris: Csupa balláb... Goffrey
- Edward Bond: Balhé... Colin, haver
- Vörösmarty Mihály: Csongor és Tünde... Berreh; Kalmár
- Jókai Mór: A kőszívű ember fiai... Pál úr
- Szigligeti Ede: Liliomfi... Szilvai Tódor, professzor; Kányai, fogadós
- Nagy Ignác: Tisztújítás... Schnaps, fogadós
- Nóti Károly: Hyppolit, a lakáj... Makáts Csaba
- Nóti Károly: Nyitott ablak... Novotni
- Csiky Gergely: A nagymama... Tódórka Szilárd
- Csiky Gergely: Buborékok... Hámor
- Bródy Sándor: A tanítónő... Káplán
- Heltai Jenő: Naftalin... Házmester
- Szép Ernő: Patika... Dudinszky, postamester
- Herczeg Ferenc: Déryné ifjasszony... Luby
- Barta Lajos: Szerelem... Kocsárd
- Molnár Ferenc: Delila... Ügyvéd
- Molnár Ferenc: Az üvegcipő... Házmester; Fényképész
- Molnár Ferenc: Liliom... Hugó
- Molnár Ferenc: Játék a kastélyban... Titkár
- Békeffi István – Stella Adorján: Janika... Adorján, színiigazgató
- Hunyady Sándor: Feketeszárú cseresznye... Pántó
- Ödön von Horváth: Kasimir és Karoline... Kikiáltó
- Orczy Emma: A Vörös Pimpernel... Jessup
- Móricz Zsigmond: Úri muri... Ügyvéd
- Móricz Zsigmond – Kocsák Tibor – Miklós: Légy jó mindhalálig... Török János
- Déry Tibor: A tanúk... Mátyás
- Szüle Mihály: Egy bolond százat csinál... Intéző
- Schwajda György: Lúdas Matyi... Begyűjtési előadó elvtárs
- Petőfi Sándor – Simon István: A helység kalapácsa... Fejenagy, tanácselnök
- Schwajda György: A rátóti legényanya... A szent család: Szent József
- Schwajda György: Rákóczi tér... Gyáva
- Schwajda György: Ballada a 30l-es parcella bolondjáról... A bolond unokája; A cvikkeres
- Schwajda György: Miatyánk... A szélmolnárka
- Gosztonyi János: Kék angyal... Kieselack
- Háy Gyula: Isten, császár, paraszt... Hohenzollern Frigyes
- Szilágyi Andor: Rettenetes anya avagy, a Madarak Élete... Misó
- Rejtő Jenő: Vesztegzár a Grand Hotelben... Vangold, nyugalmazott szállítmányozó
- Márton László: Carmen... Cinkes
- Márton László – Spiró György: A kínkastély... Egy besúgó
- Kiss József: Az angyalok nem sírnak... Orvos
- Matuz János: Pedrollo visszavág, avagy ha egy után jön a három... Pulykanyak
- Mészáros István: Lift... Micha
- Koltai Róbert – Nógrádi Gábor: Sose halunk meg... Deutch bácsi
- Hubay Miklós – Ránki György – Vas István: Egy szerelem három éjszakája... Dr. Szegilongi Lajos, bíró
- Sólem Aléchem – Joseph Stein – Jerry Bock: Hegedűs a háztetőn... Avram, könyvárus
- Johann Strauss: A denevér... Frosch, börtönőr
- Jacques Offenbach: Hoffmann meséi... A költő ős - Hoffmann
- Kacsóh Pongrác: János vitéz... A falu csősze
- Ábrahám Pál: Bál a Savoyban... Pomerol, főpincér
- Ábrahám Pál: Viktória... Szu-Csump
- Kálmán Imre: Zsuzsi kisasszony... Steplicska
- Kálmán Imre: Cirkuszhercegnő... Pelikán
- Kálmán Imre: Tatárjárás... Kempelen, baka
- Huszka Jenő: Lili bárónő... Becsei, tiszttartó
- Lehár Ferenc: Luxemburg grófja... Anyakönyvvezető
- Lehár Ferenc: A víg özvegy... Nyegus
- Eisemann Mihály – Szilágyi László: Én és a kisöcsém... Mérges
- Eisemann Mihály – Somogyi Gyula – Zágon István: Fekete Péter... Michon
- Zerkovitz Béla – Szilágyi László: Csókos asszony... Hentes
- Szirmai Albert – Bakonyi Károly – Gábor Andor: Mágnás Miska... Pixi gróf
- Alan Alexander Milne: Micimackó... Füles
- E. T. A. Hoffmann: Cinóber... Pulcher
- Csukás István: Süsü, a sárkány... Hóhér
- Lázár Ervin: A kisfiú meg az oroszlánok... Rendőr
- Lionel Bart: Oliver!... Biztoskezű dörzsölt, Fagin legjobb tanítványa
- Schwajda György – Szikora János: Táncdalfesztivál '66 (avagy puncsszeletek a hatvanas évekből)... szereplő
- S.Ö.R. Shakespeare Összes Rövidítve... szereplő
- Ember, ember és ember  – Pulcher háromszor:

– Csehov: A dohányzás ártalmasságáról... Nyuhin, a férj
– O' Neill: Az éjszakai portás... Erie Smith, a szájhős
– Pirandello: A férfi, aki virágot hord a szájában... A virágos férfi
- David Seidler: A király beszéde... Lionel Logue, ausztrál beszédtanár

## Filmes és televíziós szerepei
- Tutajosok (1989)... Scharf Móric
- Kicsi, de nagyon erős (1989)... Törpe
- Könnyű vér (1990)
- Jó estét, Wallenberg Úr (1990)... Pál
- Anyegin (1990)
- A turné (1993)
- Állatkerti mesék (1994)... Paulo
- Kisváros (sorozat)

- Túsz-szedés (1995) ... Kőrösi Elek
- Ismerkedési nap (1996)
- Offenbach titkai (1996)... Offenbach testvére
- Hello Doki (sorozat)

- Kerti ünnepség (1996)
- Balekok és banditák (1997)
- Az alkimista és a szüz (1999)
- Szekszárdi mise (2001)... Séner János
- Sorstalanság (2005)
- A kísértés (2007)... Zoppino
- Fal (2014)
- A martfűi rém (2016)
- Brandon Thomas: Charley nénje (színházi előadás tv-felvétele, 2021)
- Mintaapák (2021)

## Díjai és kitüntetései
- Jászai Mari-díj (1999)
- Bodex-díj (2000)
- Területi Príma Díj (2019) [7]